# El Salto de los Salado
El Salto de los Salado es una localidad del estado mexicano de Aguascalientes. Es parte del municipio de Aguascalientes.

## Demografía
| Gráfica de evolución demográfica |
|                                  |

| Censo | Población |
| ----- | --------- |
| 1900  | 225       |
| 1910  | 137       |
| 1921  | 117       |
| 1930  | 125       |
| 1940  | 198       |
| 1950  | 248       |
| 1960  | 288       |
| 1970  | 628       |
| 1980  | 931       |
| 1990  | 1 117     |
| 2000  | 1 170     |
| 2010  | 1 436     |
| 2020  | 1 377     |